# Marienkapelle (München)

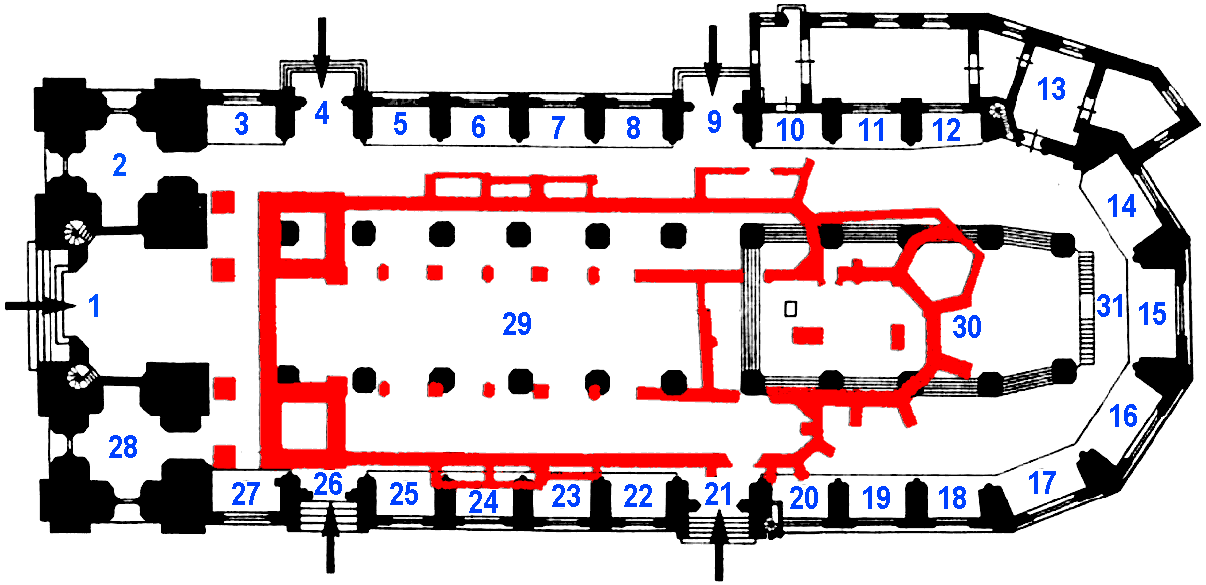
Grundriss der Frauenkirche, darin in rot Rekonstruktion des Grundrisses der alten Marienkapelle durch Walter Haas nach den Grabungsbefunden

Die Marienkapelle in München, auch Marienkirche, Kirche Zu Unserer Lieben Frau oder kurz Frauenkirche genannt, war  ein spätromanisches Kirchengebäude aus dem 13. Jahrhundert mit einem gotischen Chor und einer Zweiturm-Westfassade. 1472 wurde sie abgerissen, um der heutigen Frauenkirche Platz zu machen.
Die Marienkapelle war nach St. Peter die zweite Pfarrkirche Münchens und seit Ludwig dem Bayern Grablege der in München regierenden Herzöge aus dem Haus Wittelsbach. Ein Teil der Ausstattung der Marienkapelle wurde in die neu erbaute Frauenkirche übernommen, einiges ist noch erhalten. Durch archäologische Grabungen unter der Frauenkirche während deren Wiederaufbau nach den Zerstörungen des Zweiten Weltkriegs konnte der Grundriss der Marienkapelle im Wesentlichen rekonstruiert werden, die genaue Datierung ihrer Errichtung bleibt jedoch ungeklärt.

## Geschichte
Die Baugeschichte der Marienkapelle ist nicht schriftlich dokumentiert. Der Bauplatz lag im Nordwesten des damals ummauerten Stadtgebiets fast unmittelbar an der damaligen Stadtmauer. Die erste urkundliche Erwähnung erfolgte am 24. November 1271, als Bischof Konrad II. von Freising die Marienkapelle zur zweiten Pfarrkirche nach St. Peter erhob. Dazu wurde das Stadtgebiet Münchens aufgeteilt; die südliche Hälfte wurde der Pfarrei St. Peter zugeordnet und die nördliche der Pfarrei Zu Unserer Lieben Frau, die auch einen eigenen Friedhof erhielt. Die Urkunde setzt ein bereits bestehendes Gebäude voraus, das als einfache Kapelle (simplex capella) bezeichnet wird, deren Mutterkirche (matrix) St. Peter ist.
Laut Adam Horn dürfte die Marienkapelle noch vor der Mitte des 13. Jahrhunderts errichtet worden sein, nach Hans Ramisch kurz nach 1240, nachdem die Oberherrschaft über die Stadt München von dem Bischof von Freising auf die Wittelsbacher übergegangen war. Christian Behrer dagegen datiert den Baubeginn in die Regierungszeit Ludwigs des Strengen (ab 1253), der München 1255 nach der ersten bayerischen Landesteilung zur Residenzstadt der oberbayerischen Linie der bayerischen Herzöge gemacht und auch den Ausbau des Alten Hofs und den Bau der zweiten Stadtmauer begonnen hatte. Die Kirche könne demnach zum Zeitpunkt der Pfarrerhebung noch im Bau gewesen sein und die simplex capella ein Vorgängerbau der romanischen Marienkapelle gewesen sein.

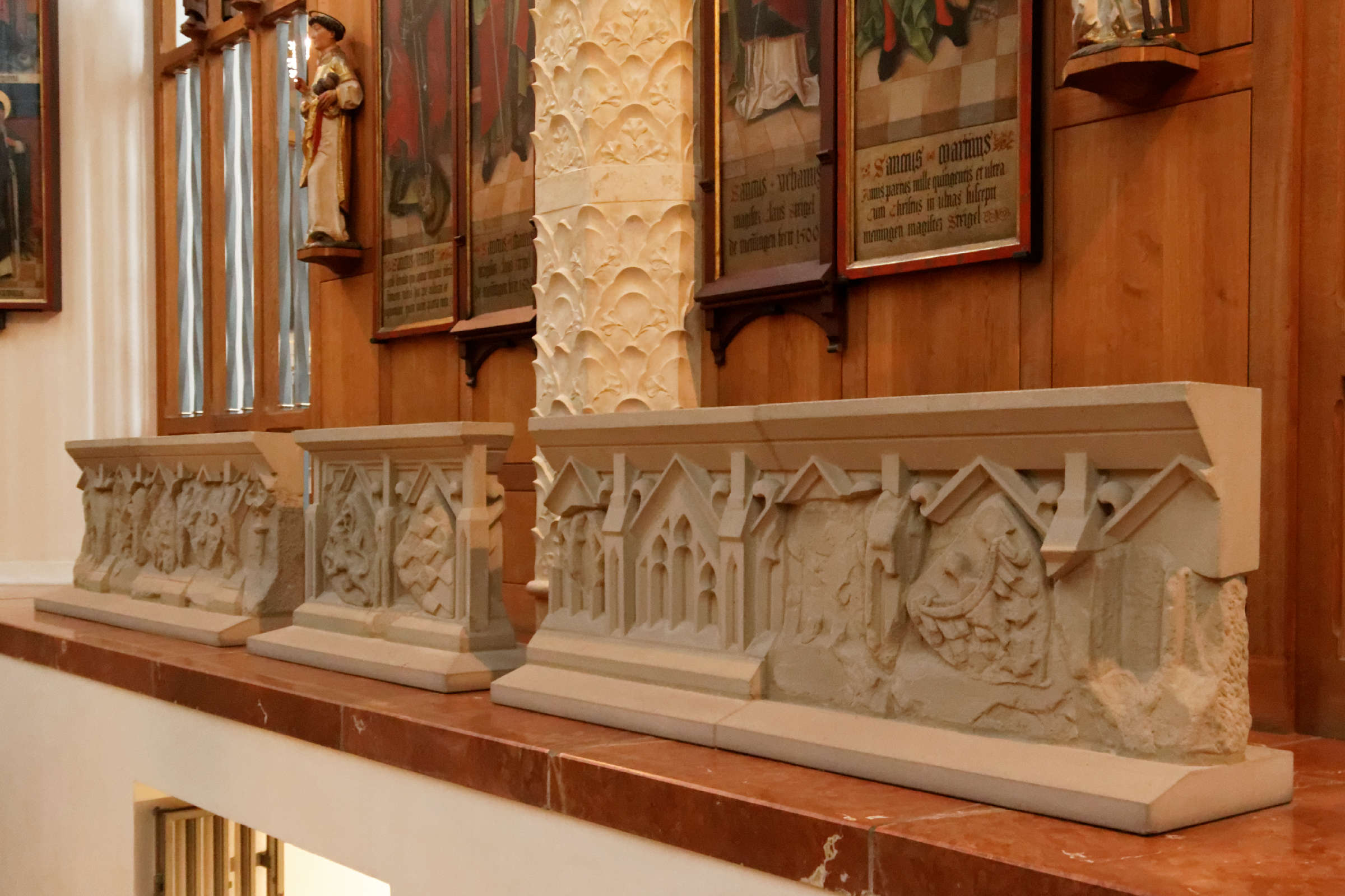
Seitenplatten des Hochgrabs von Ludwig IV. und Beatrix

Am 29. März 1273 bestätigte Papst Gregor X. die Pfarr- und Begräbnisrechte für die Marienkapelle und setzte einen Ulrich als Pfarrer ein, was die erste namentliche Nennung eines Pfarrers der Marienkapelle ist. In beiden Urkunden wird die Marienkapelle als Kirche bezeichnet, die bisher eine Kapelle war (ecclesiam … quae tunc capella erat). Die Weihe eines Hochaltars der Marienkapelle fand vermutlich in einem der Jahre von 1274 bis 1277 statt. Offen bleibt, ob es sich dabei um eine Neuweihe nach einer durch die Pfarrerhebung veranlassten baulichen Umgestaltung oder überhaupt um die erste Altarweihe nach Vollendung des Baus gehandelt hat.
Im frühen 14. Jahrhundert wurde der Chor im Stil der Gotik erneuert, wobei auch ein Lettner eingebaut wurde, der Langhaus und Chor voneinander trennte. 1322 ließ Kaiser Ludwig IV., genannt „der Bayer“, in der Mitte des Chors ein Hochgrab für seine erste Frau Beatrix errichten. Dieser Platz inmitten des Chors stand normalerweise nur Stiftern und ihren Familien zu, und Ludwig wird auch einmal als Gründer (fundator) bezeichnet. Daher wird angenommen, dass er die Gotisierung des Chors durchführen ließ. 1347 wurde Ludwig selbst im Hochgrab seiner Frau beigesetzt. Seitdem diente die Kirche als Grablege für die in München regierenden Wittelsbacher.
Erstmals ist für 1458 ein Neubauplan für die Marienkapelle nachweisbar. 1467 wurde in Freising die Abbrucherlaubnis für die Marienkapelle und eine auf dem Friedhof vor dem Chor der Kirche gelegene Michaelskapelle eingeholt. Die Grundsteinlegung für die neue Frauenkirche erfolgte am 8./9. Februar 1468 durch Herzog Sigismund. Zunächst wurde um die alte Kirche herum gebaut. Im März 1468 wurde die Michaelskapelle abgerissen. Im August desselben Jahres folgte der Nordturm der Marienkapelle und im Mai 1470 der Südturm. Die Kirche selbst stand noch bis 1472 für die Feier des Gottesdienstes zur Verfügung und wurde erst dann abgerissen.

## Architektur

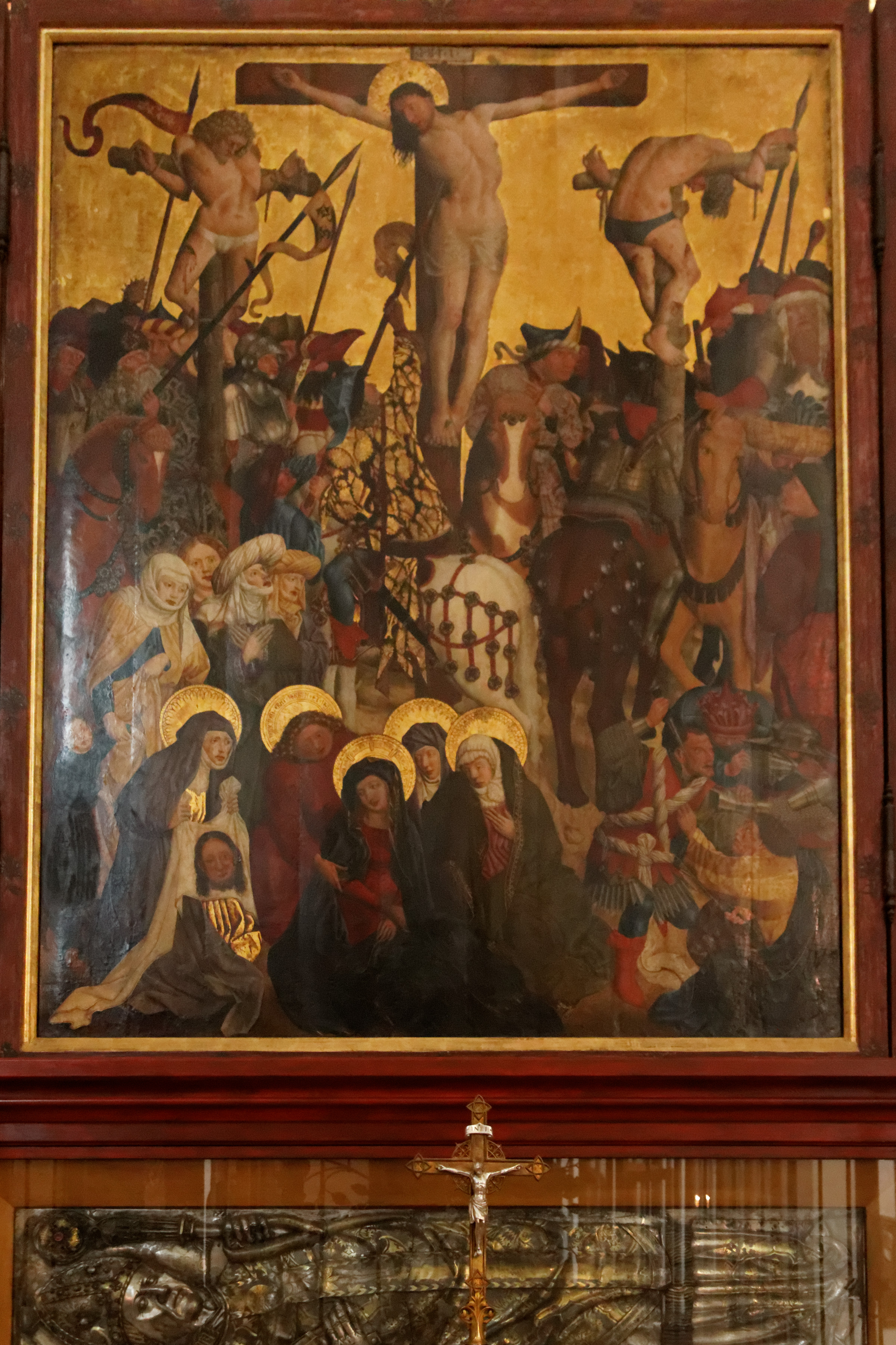
„Münchner Domkreuzigung“, Altarbild des Kreuzaltars der Marienkapelle

Die Marienkapelle war eine dreischiffige Pfeilerbasilika mit einem spätromanischen Langhaus ohne Querschiff und mit einem gotischen Chor. Sie lag im Bereich des Mittelschiffs und des südlichen Seitenschiffs der heutigen Frauenkirche. Die Marienkapelle hatte eine lichte Länge von 60 m und war damit bereits mehr als halb so lang wie die heutige Frauenkirche (109 m) und länger als die damalige Peterskirche. Ihre Orientierung wich nur um wenige Grad von der idealen Ostung ab. Als Baumaterial wurde überwiegend Backstein verwendet, lediglich im Sockelbereich kamen im Langhaus auch Tuff und im Chor auch Sandstein zum Einsatz, dort auch für die Rippen des Gewölbes.
Im Westen hatte die Kirche eine Zweiturmfassade mit einer Vorhalle, deren vier Säulen ein Pultdach trugen. Der Westabschluss der Marienkapelle lag ungefähr auf der Linie zwischen Nordwest- und Südwestportal der heutigen Frauenkirche.
Im Osten ragte der Chor, der in einem Dreiachtelschluss endete, über die Seitenschiffe hinaus, die innen ebenfalls eine Apsis mit Dreiachtelschluss aufwiesen, aber außen eine gerade Abschlusswand hatten. Außer dem Hauptportal in der Westfassade zwischen den beiden Türmen hatte die Kirche auch je ein Portal in der Nord- und Südlängsseite etwa an den Stellen des Nordost- und Südostportals der heutigen Frauenkirche.
Außen an die Langhauswände waren flache Kapellen angebaut. An den Dreiachtel-Chorschluss schloss sich nach Horns Rekonstruktion nach Osten ein Zentralbau an, den Horn mit der urkundlich genannten Michaelskapelle identifizierte. Zwischen dieser Kapelle und dem Abschluss des nördlichen Seitenschiffs lag die Sakristei.
Das Mittelschiff hatte eine Breite von 10,20 m und war von einem Kreuzgratgewölbe überspannt. Die Obergaden des Mittelschiffs ruhten auf Pfeilern, die abwechselnd einen rechteckigen und einen kreuzförmigen Querschnitt hatten. Beidseitig des Mittelschiffs schlossen sich die Seitenschiffe mit einer Breite von 5,70 m an.
Der gotische Chor wies die gleiche Breite wie das Mittelschiff auf. Er lag um drei Stufen höher als das Langhaus und bezog das östliche Joch des Mittelschiffs mit ein. Dieses Joch war durch eine zwischen die Pfeiler eingesetzte Mauer von den Seitenschiffen getrennt, so dass die Gesamtanlage die Form eines Staffelchors hatte. Der Chor war von einem Kreuzrippengewölbe überspannt und durch einen Lettner von dem Langhaus getrennt. Im Scheitel des Chores stand ein Hochaltar, vor dem Lettner im Langhaus ein Volksaltar, auch Kreuzaltar genannt, und in der Mitte des Chores das Hochgrab von Kaiser Ludwig dem Bayern und seiner ersten Frau.

## Ausstattung

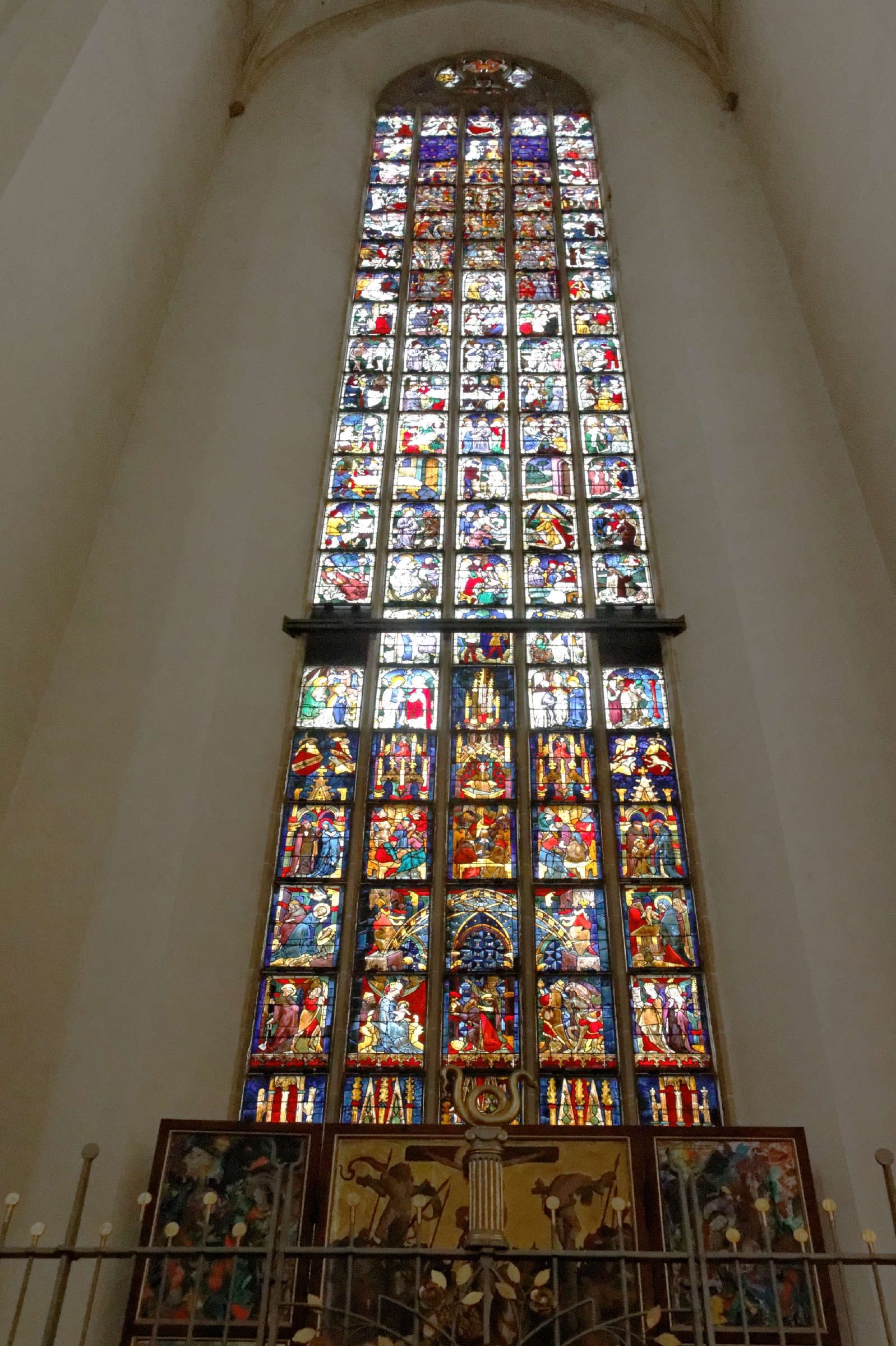
Speculumfenster der Frauenkirche, darin u. a. zwei Scheibenzyklen aus der Marienkapelle

Wie die Marienkapelle ursprünglich im Detail ausgestattet war, ist nicht überliefert. Einige Ausstattungsgegenstände der Marienkapelle sind jedoch dadurch bekannt, dass sie in der neuen Frauenkirche weiterverwendet wurden. Einige dieser Objekte sind noch erhalten.
Der Hochaltar, ein von Gabriel Angler um 1434–37 gemalter Flügelaltar, und der Kreuzaltar eines unbekannten Malers aus etwa der gleichen Zeit, der vor dem Lettner der alten Kirche gestanden war, wurden in die neue Kirche übertragen. Bei einer Umgestaltung des Binnenchors im frühen 17. Jahrhundert wurde der Hochaltar ersetzt und ging verloren. Die Tafelbilder des Kreuzaltars sind erhalten, das Münchner Domkreuzigung genannte Mittelbild befindet sich in der Kapelle sII. Die ursprünglichen Flügelbilder dieses Altars befinden sich in der Kunsthalle Zürich, der Altar in der Frauenkirche hat stattdessen moderne Seitenflügel.
Zu den noch erhaltenen Figuren, die aus der Marienkapelle übernommen wurden, zählen ein farbig gefasster Schmerzensmann von etwa 1325/30 am linken Choreingangspfeiler, zwei Steinfiguren des Schmerzensmannes und der Muttergottes von etwa 1330/40 am Westportal, zwei Steinfiguren des Erzengels Gabriel und der Maria als Teile einer Verkündigungsszene von etwa 1400 am Südwestportal, ein Vesperbild (Pietà) aus Sandstein von etwa 1400 in Kapelle sXI, Steinfiguren des Erlösers und der Maria mit dem Kind von etwa 1430 im Weichen Stil am Südostportal, Steinfiguren des Erlösers und der Muttergottes aus etwa der gleichen Zeit über der Innenseite des Nordostportals und eine farbig gefasste Erlöserfigur von etwa 1450 in der Sakramentskapelle.
Ein Teil der Glasfenster der Frauenkirche stammt noch aus der Marienkapelle. Zu den ältesten zählen eine Scheibe mit einem Bild der heiligen Margarethe in der Sakristei und eine Rundscheibe mit einem Lamm Gottes im Dompfarramt, beide aus dem frühen 14. Jahrhundert, Fragmente von zwei Passionszyklen des späten 14. Jahrhunderts in der südlichen Turmkapelle (sXIV) und in Kapelle nVIII sowie ein Scheibenzyklus von etwa 1420 im  Astaller-Fenster der Kapelle nII. Aus der Zeit um 1430 stammen das Dreikönigsfenster, in dessen Zentrum die Anbetung des Jesuskindes durch die Heiligen Drei Könige steht, und die sogenannte Rot-Grüne Passion, eine Passionsdarstellung, bei der die Farben rot und grün besonders stark vertreten sind, beide integriert in das von Herzog Sigismund gestiftete Speculum- oder Heilsspiegelfenster in Kapelle sII, sowie das Fünf-Freuden-Mariae-Fenster mit einer Darstellung von fünf der sieben Freuden Mariens in Kapelle sIV. Ein Weißscheiben-Zyklus von etwa 1460 mit Szenen aus dem Leben Jesu, bei dem nur einige Hintergrundelemente farbig sind und die Figuren in Grisaille ausgeführt sind, befindet sich in der Westwand der südlichen Turmkapelle (swII).

### Glocken
Aus der Marienkapelle stammen drei Glocken des heutigen Domgeläuts:
- Das sogenannte Klingl aus dem 14. Jahrhundert,
- die Frühmessglocke von 1442 und
- die Winklerin von 1451.

Außerdem sind noch zwei weitere Glocken bekannt, die nicht mehr Teil des Domgeläuts sind:
- das Aussetzglöcklein aus dem 14. Jahrhundert, das im Ersten Weltkrieg abgenommen wurde und über dessen Verbleib heute nichts bekannt ist;
- die Rosenkranzglocke (historisch „Guldein Kron“) von 1452, die seit 1929 im Münchner Stadtmuseum gezeigt wird.

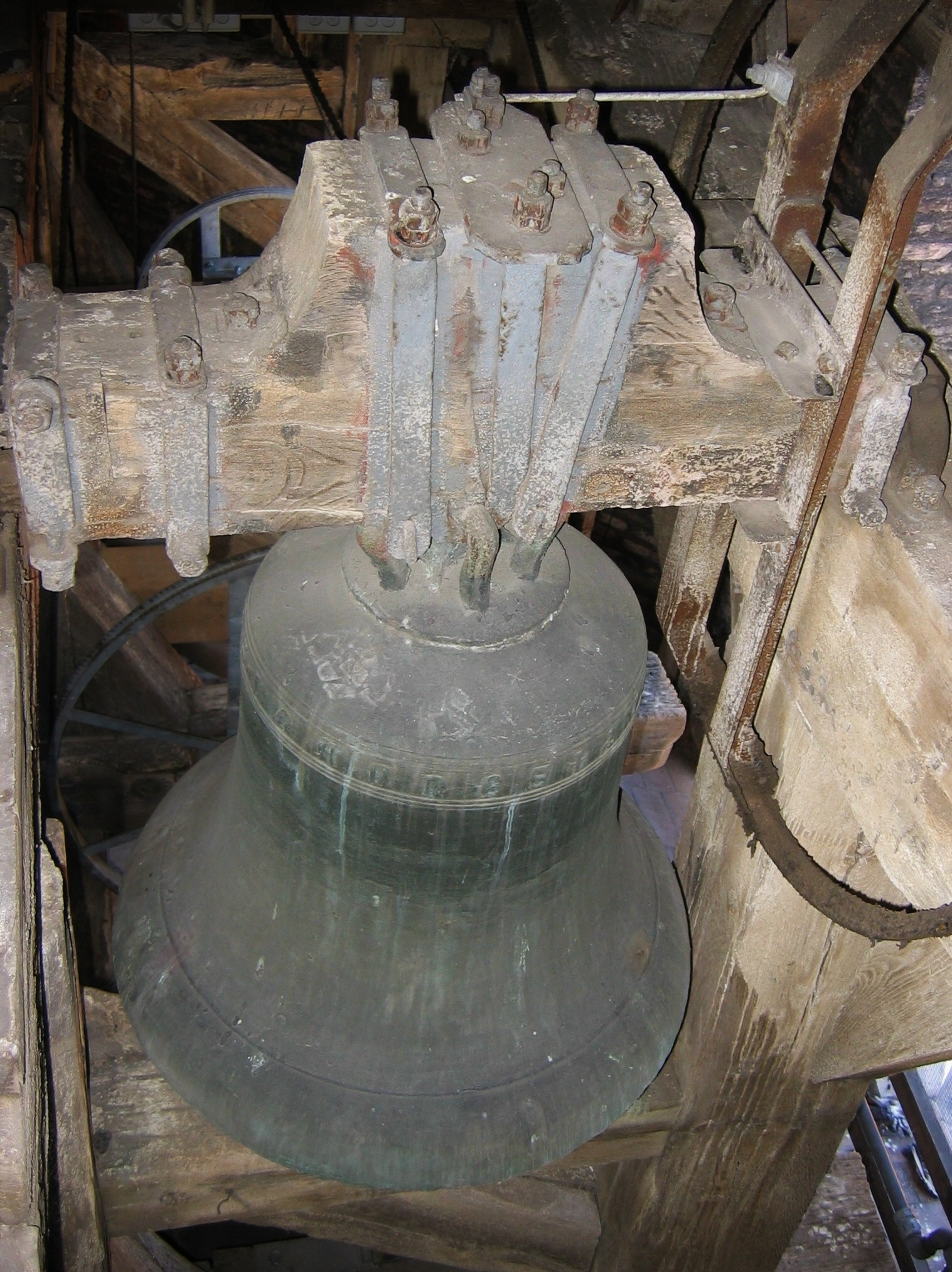
Klingl aus dem 14. Jh
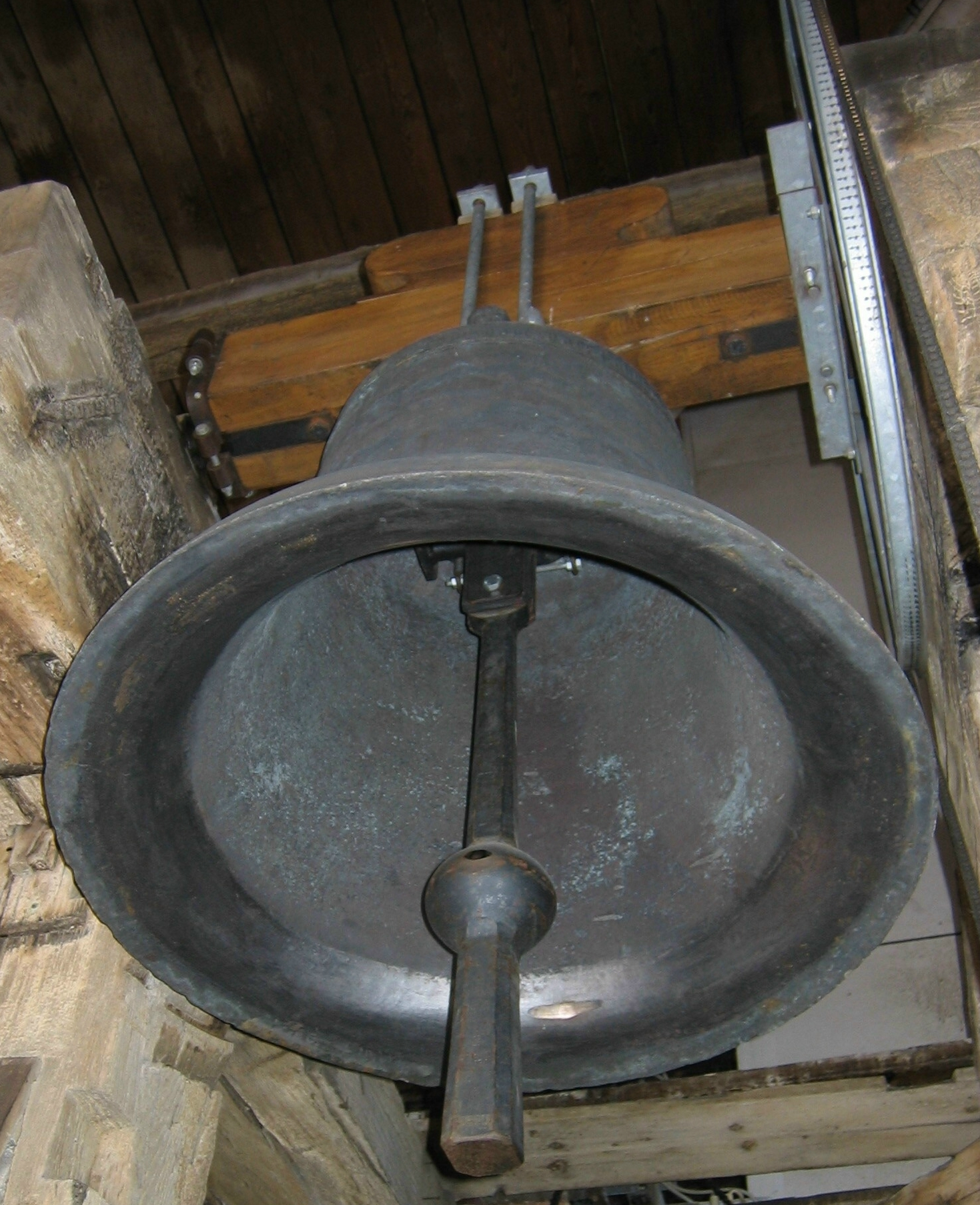
Frühmessglocke von 1442
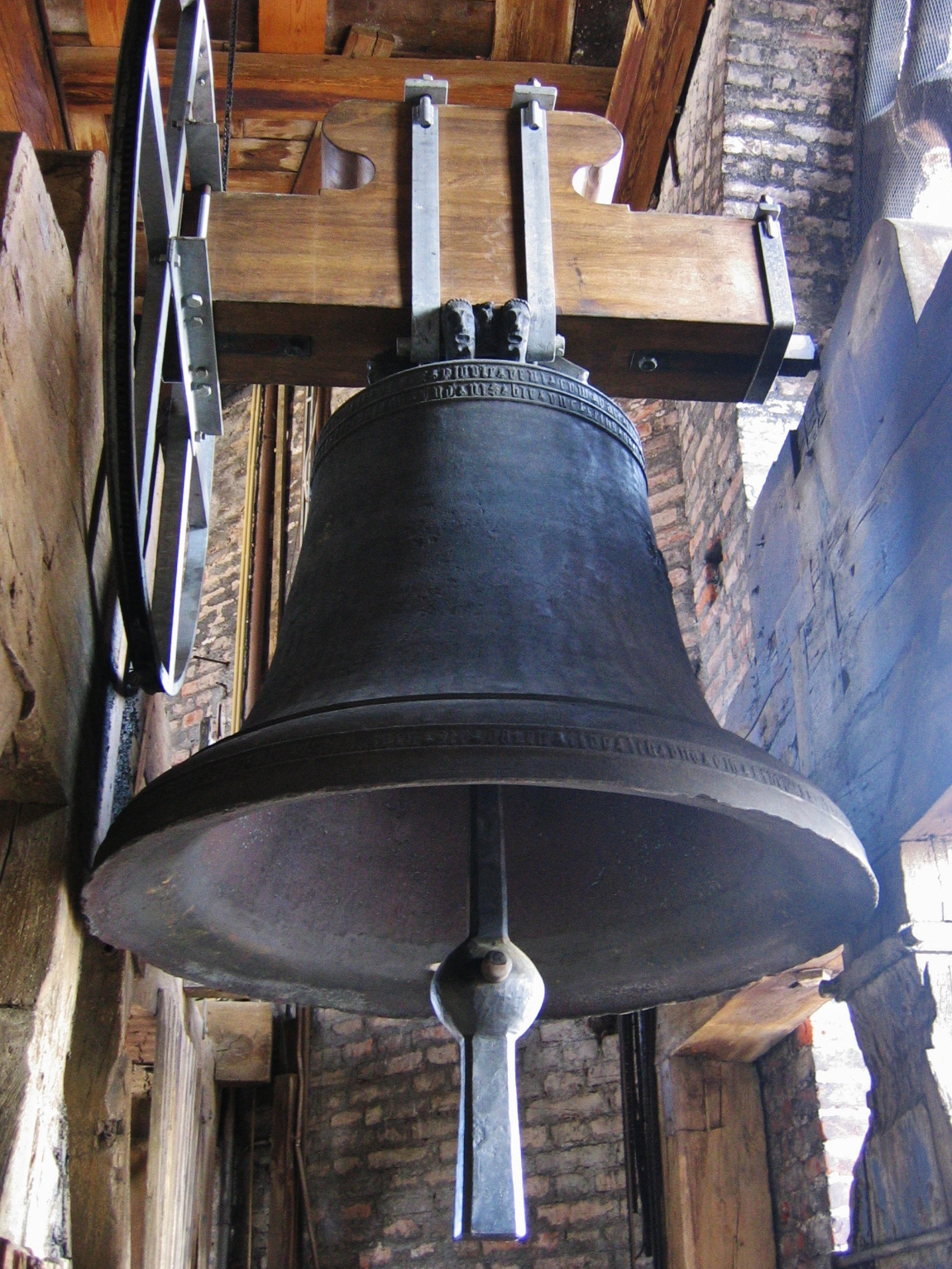
Winklerin von 1451
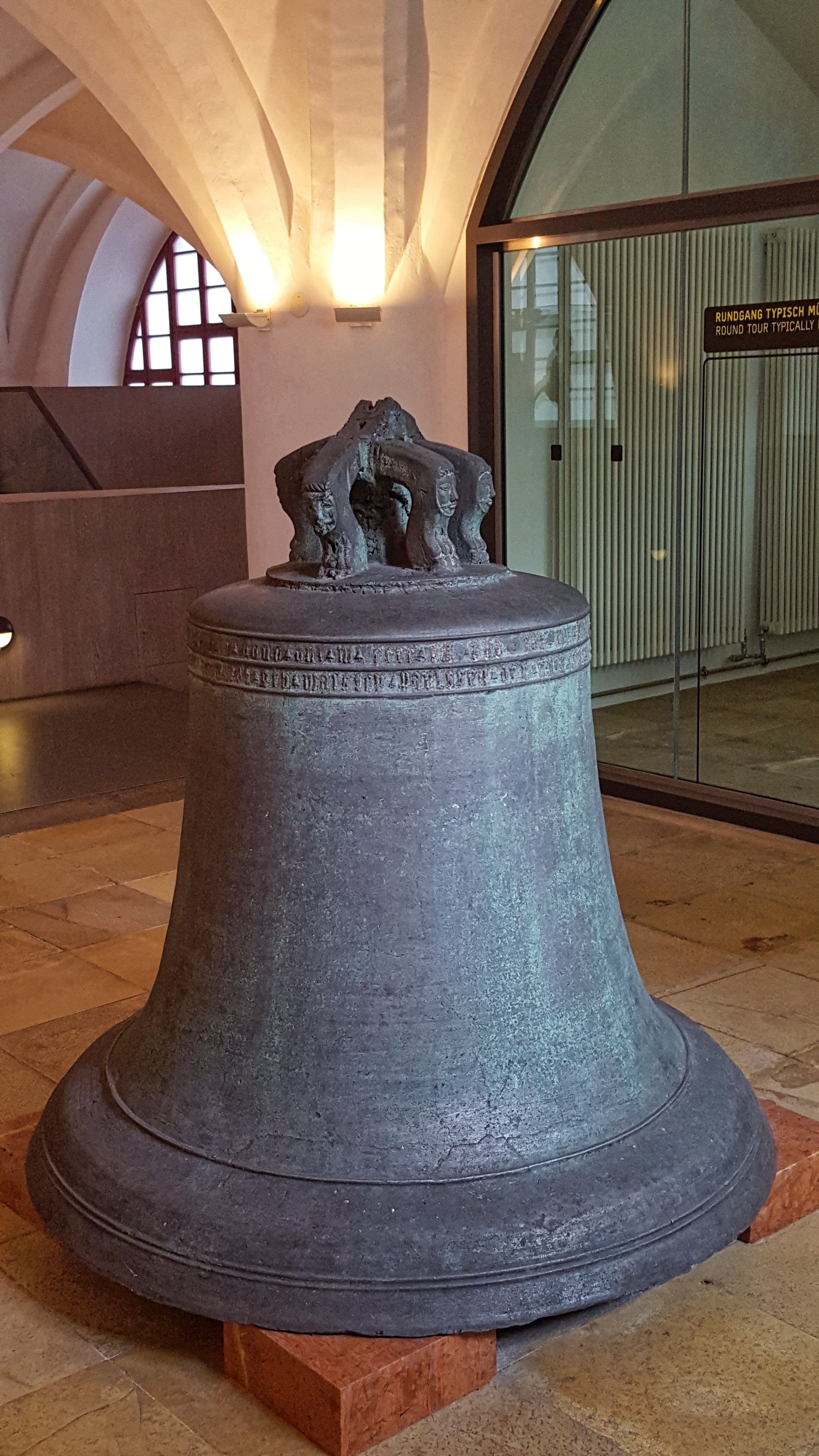
Rosenkranzglocke von 1452

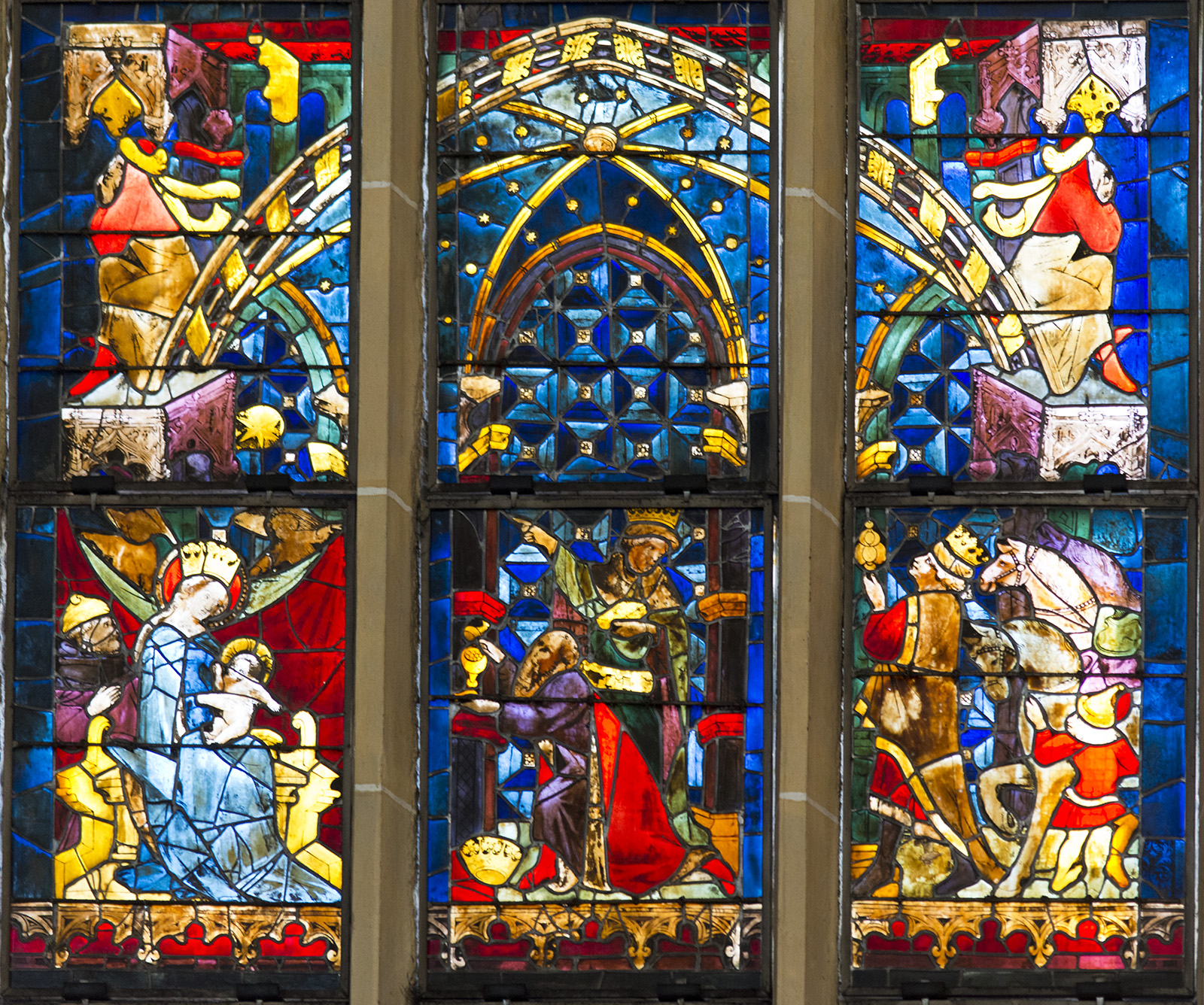
Ausschnitt aus dem Dreikönigsfenster
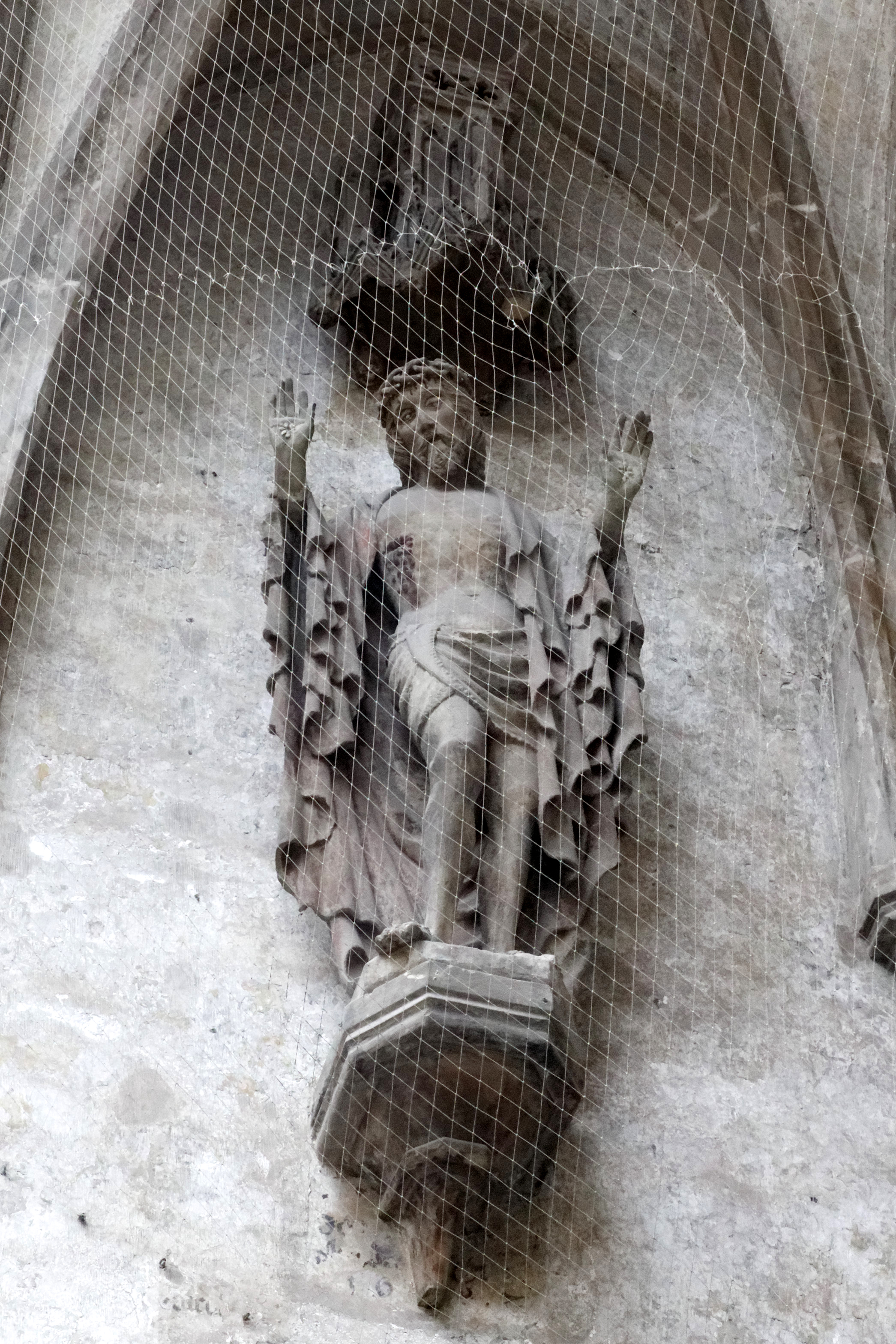
Erlöserstatue am Südostportal
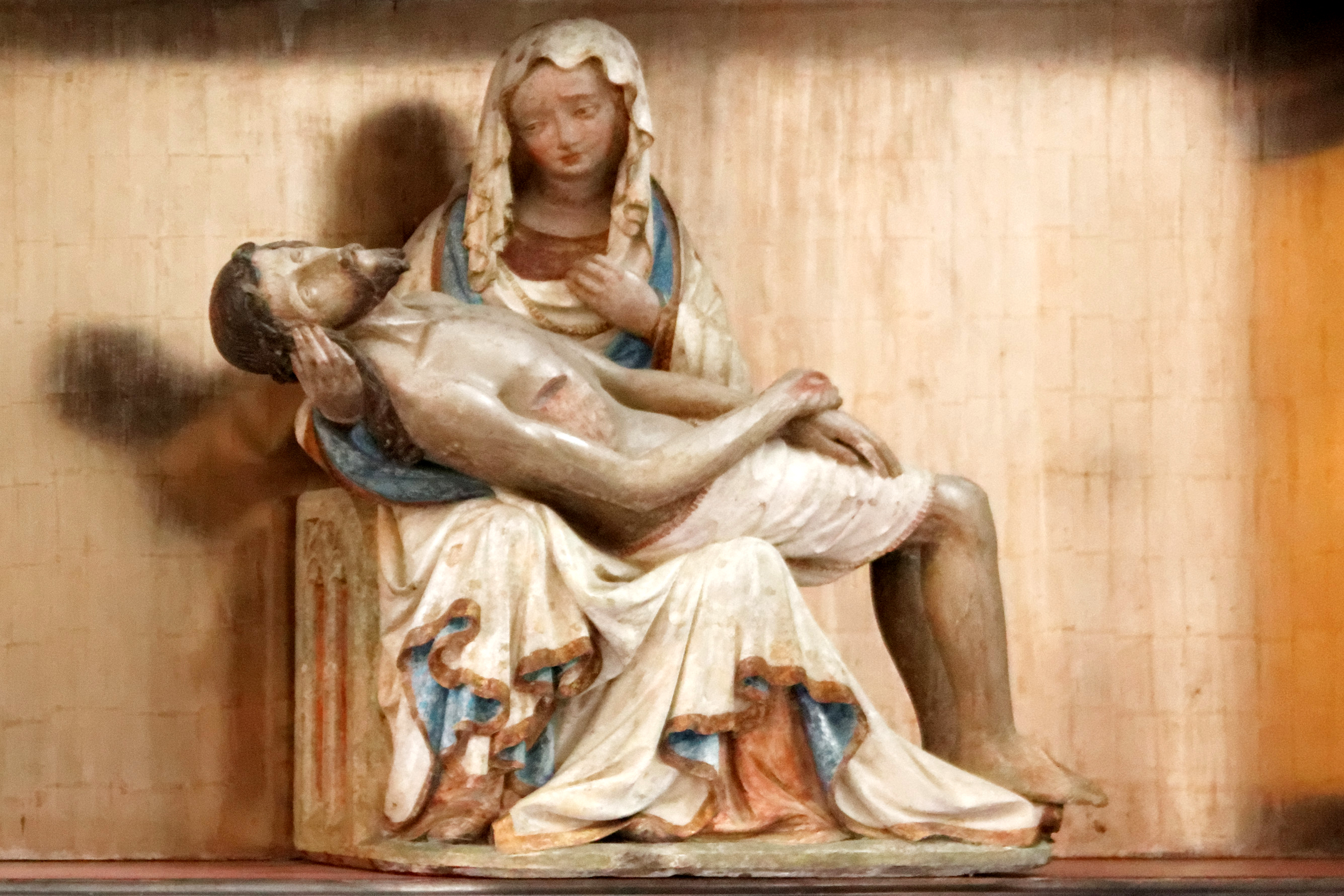
Pietà in einer Seitenkapelle

## Archäologie

### Überblick
Systematische Ausgrabungen unter der Frauenkirche fanden erstmals nach dem Zweiten Weltkrieg statt. Infolge der Beseitigung der Trümmer konnten parallel zu den im Mai 1946 begonnenen Wiederaufbauarbeiten bis 1950 unter der Leitung des Hauptkonservators Adam Horn mehrere Grabungen im Kircheninneren durchgeführt werden. 1952 veröffentlichte Horn die Grabungsbefunde in der Zeitschrift Deutsche Kunst und Denkmalpflege. Im Zug des Einbaus einer Warmluftheizung wurden durch das Bayerische Landesamt für Denkmalpflege unter der Leitung von Wilfried Titze im Dezember 1953 ergänzende Grabungen im Bereich des Westabschlusses der romanischen Basilika durchgeführt. 1954 schrieb Horn dazu einen Ergänzungsbericht in Deutsche Kunst und Denkmalpflege. Weitere Grabungen erfolgten 1999/2000 unter der Sakristei während deren Umbau.
Christl Karnehm befasste sich in ihrer Dissertation unter anderem mit den Grabungsergebnissen von Horn und korrigierte dessen Interpretationen in einigen Detailfragen. Christian Behrer fasste in seiner 1999 eingereichten Dissertation, die 2001 unter dem Titel Das Unterirdische München in Buchform veröffentlicht wurde, unter anderem die Grabungsergebnisse der Ausgrabungen unter der Frauenkirche zusammen, kommt aber in deren Bewertung teilweise zu anderen Schlüssen als die herkömmliche Interpretation.

## Einzelnachweise und Anmerkungen

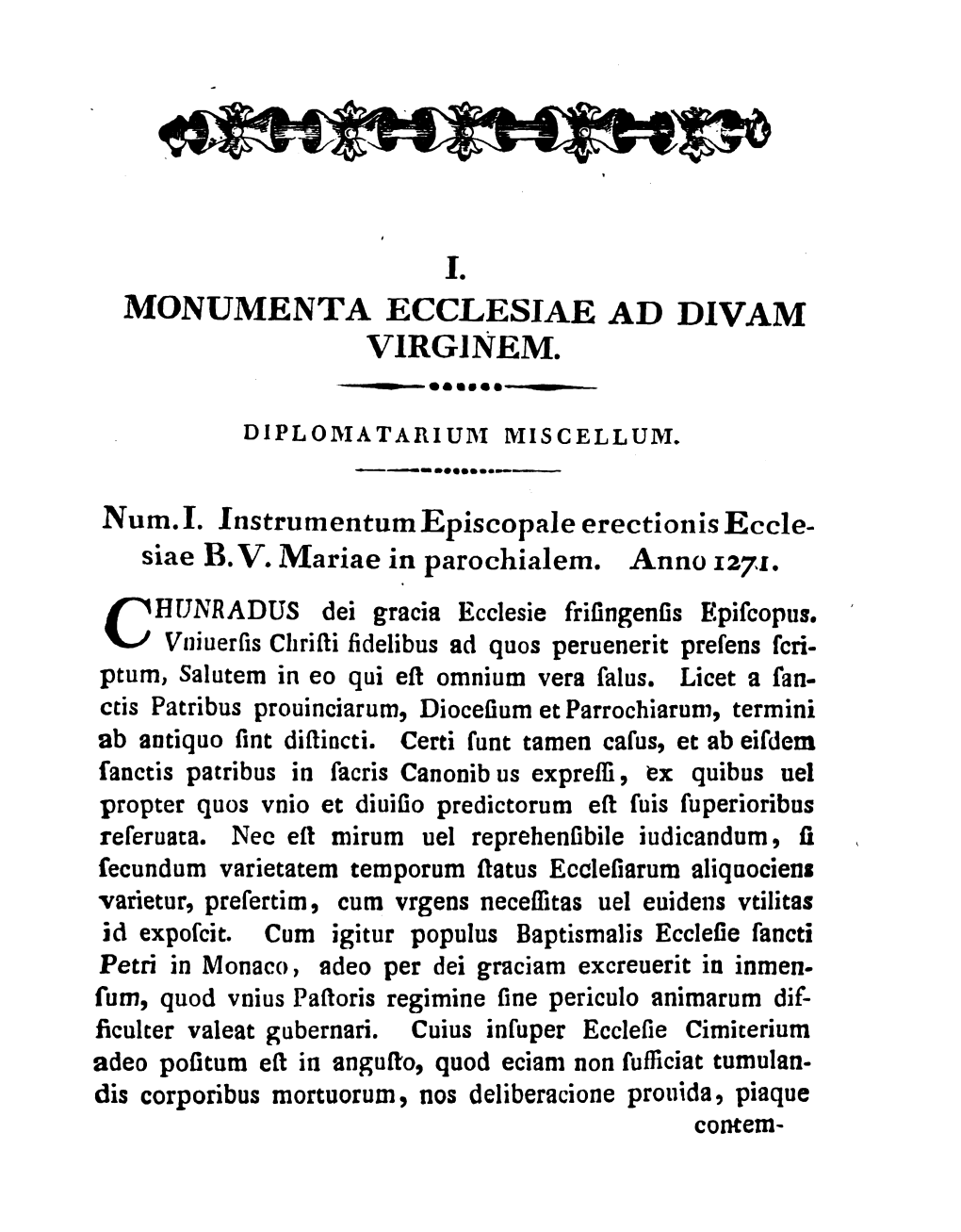
Monumenta Boica 19, S. 487 mit dem Beginn des Textes der Urkunde zur Erhebung der Marienkapelle zur Pfarrkirche

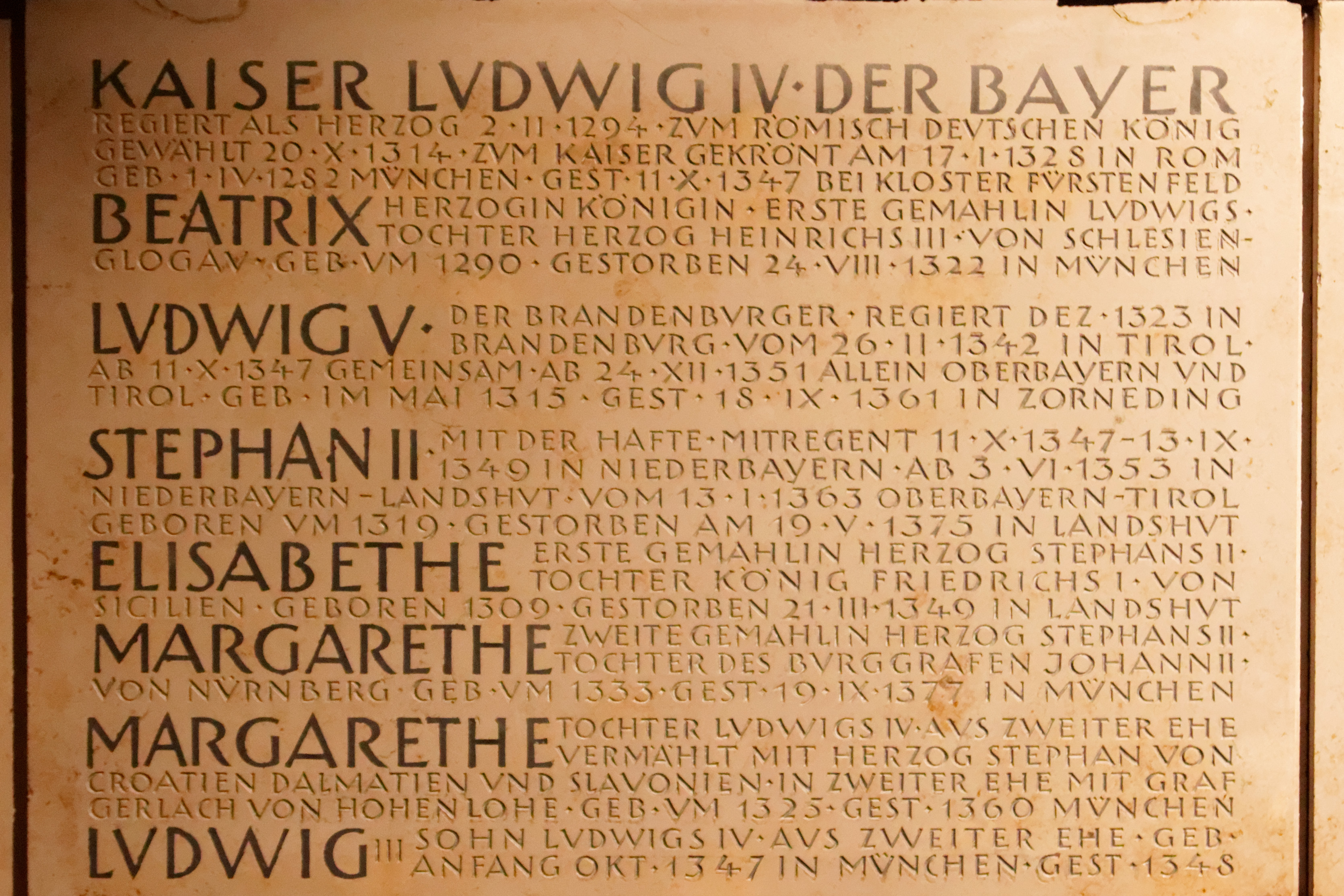
Erste Gedenktafel in der Krypta der Frauenkirche

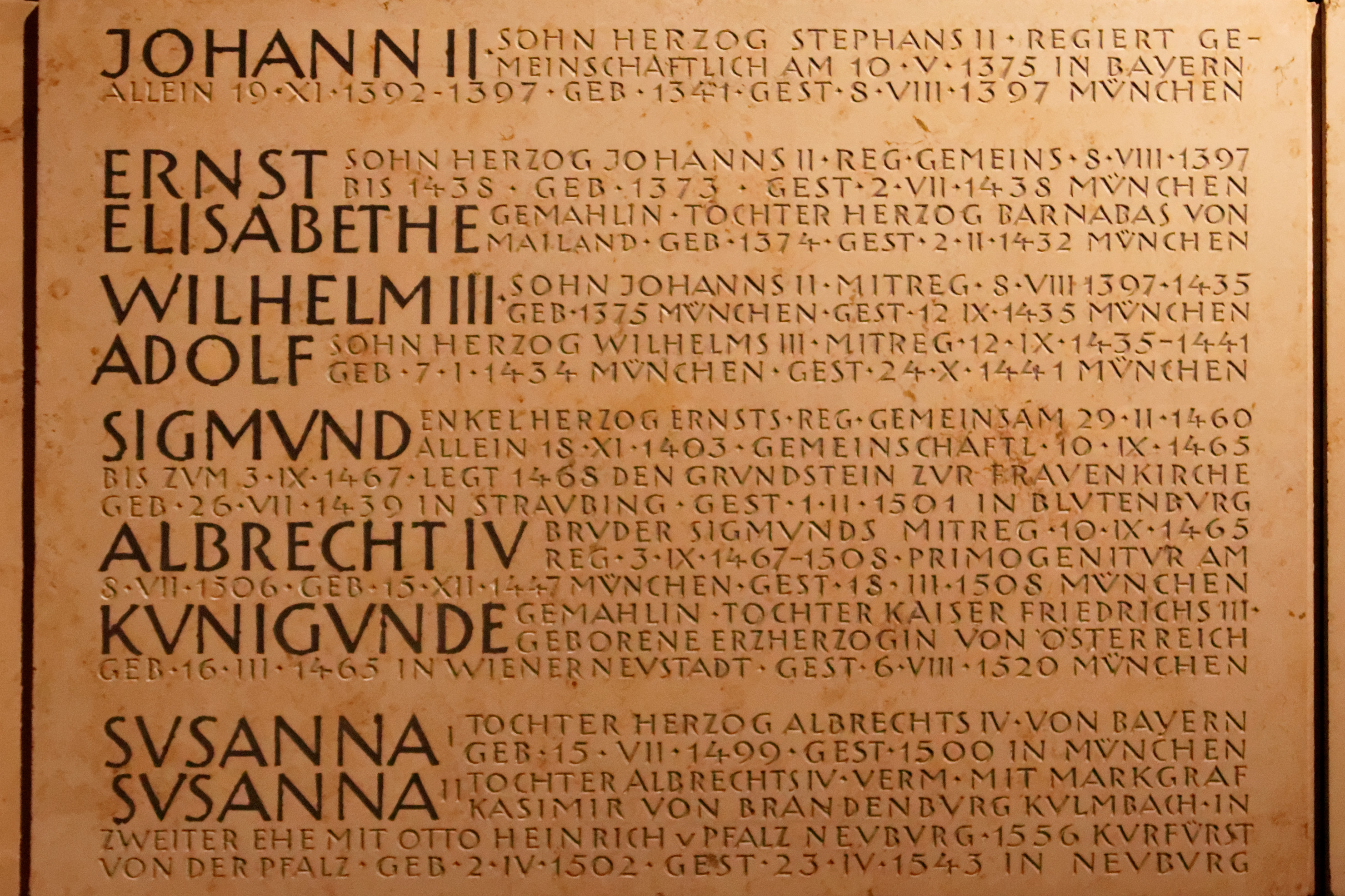
Zweite Gedenktafel in der Krypta der Frauenkirche

### Befunde und Interpretation
Durch die Grabungen von Horn wurden die Grundmauern der Marienkapelle freigelegt. Aus den Befunden lassen sich jedoch nicht nur der Grundriss der alten Kirche erschließen, sondern auch weitere Merkmale. So deuten beispielsweise die starken Fundamente und die Stärke der Pfeiler darauf hin, dass das Mittelschiff ein Gewölbe hatte. Da im Langhaus, anders als im Chor, keine Bruchstücke von Kreuzrippen gefunden wurden, ist ein Kreuzgratgewölbe wahrscheinlich. Aus dem Stützenwechsel von Kreuzpfeilern und Rechteckpfeilern schloss Horn auf eine Wölbung der Seitenschiffe im gebundenen System. Behrer wies jedoch darauf hin, dass gegenüber den Kreuzpfeilern an den Außenwänden der Seitenschiffe die zum Tragen eines solchen Gewölbes dienenden Halbpfeiler nicht nachgewiesen werden konnten, eine Wölbung im gebundenen System also fraglich sei.
Behrer stellte außerdem Horns Rekonstruktion von Lage und Form der Michaelskapelle in Frage und wies darauf hin, dass von dieser keine weiteren Grundmauern gefunden wurden, obwohl diese ansonsten gut erhalten waren. Die von Horn als Maueransätze eines Anbaus interpretierten Grabungsbefunde seien lediglich als mächtige Strebepfeiler anzusehen, die Michaelskapelle habe getrennt von der Marienkapelle an einem unbekannten Ort auf dem Friedhof gestanden.
Bei Horns Grabungen wurden auch die Reste des Hochgrabs in der Chormitte freigelegt. Die erhaltenen Seitenplatten des Hochgrabs stehen im Chorumgang über dem Zugang zur Krypta. Außerdem brachten die Grabungen Funde unterhalb der romanischen Kirche zutage. Dazu gehörten unter anderem vier Mauerzüge und unter der Lettnerwand eine Struktur in der Form von zwei nebeneinander liegenden Apsiden.
Die Grabungen 1953 durch Titze umfassten nur ein relativ kleines Gebiet im Bereich des Westabschlusses der Marienkapelle. Direkt vor der Westwand und auf diese ausgerichtet fand er sechs Gräber. Funde in den Schichten unterhalb der romanischen Kirche konnten wichtige ergänzende Informationen zur Datierung der von Horn ergrabenen Schichten liefern.
Die Datierung der romanischen Kirche selber bleibt jedoch offen. So sieht Horn einen bei der Grabung von 1953 gefundenen Gewölbeschlussstein, der stilistisch um 1230/1240 zu datieren ist, als Beleg für die Errichtung der Marienkapelle noch vor der Mitte des 13. Jahrhunderts an. Da zu dieser Zeit ein Chor mit dem ausgegrabenen Grundriss nicht üblich war, sieht Horn ihn als eine spätere Erweiterung an. Ursprünglich sei das Mittelschiff zwischen den beiden Seitenapsiden mit einer größeren Apsis abgeschlossen gewesen. Karnehm zeigte allerdings bereits auf, dass es sich bei dem Chorumbau nur um einen Innenumbau gehandelt hat.
Behrer wies darauf hin, dass ein Abschluss des Mittelschiffs auf Höhe der Seitenapsiden einen der älteren, unter dem Chor durchlaufenden Mauerzüge hätte schneiden müssen, was jedoch nicht der Fall ist. Außerdem ist keine Baufuge zwischen Langhaus und Chor festzustellen. Weil ein gestaffelter Chorabschluss eher auf die zweite Hälfte des 13. Jahrhunderts hinweist und eine im Fundamentbereich der Basilika gefundene Scherbe einem Fund in einer Baugrube des Alten Hofs entspricht, geht Behrer von einem Baubeginn nach 1250 aus. Der Gewölbeschlussstein sei einem Vorgängerbau der romanischen Kirche zuzuordnen, der in den Urkunden erwähnten simplex capella. Zu dieser könnten die apsisförmigen Strukturen gehört haben, die Horn unter der romanischen Basilika ausgegraben hat und in deren Nähe der Gewölbeschlussstein gefunden wurde.
Bei der 1999/2000 durchgeführten Grabung unter der Sakristei wurde ein Kalkbrennofen aus dem 13. Jahrhundert gefunden, in dem der für den Bau der Kirche benötigte Baukalk gebrannt wurde. Ein eigener Kalkbrennofen war auf Baustellen größerer Kirchen zwar üblich, der ausgegrabene Ofen ist jedoch im Vergleich zu anderen bekannten Exemplaren ungewöhnlich groß.